# Petrochemical Industries Company
Die Petrochemical Industries Company ist ein Tochterunternehmen der staatlichen Kuwait Petroleum Corporation und ein großer Produzent von Ammoniak, Düngemitteln (Harnstoffgranulate) und Polypropylen. Die Produktionsmenge 2013 betrug 150 kT Polypropylen, 660 kT Ammoniak und 1050 kT Harnstoff.
2004 gaben PIC und Dow Chemical die Bildung zweier Joint Ventures, MEGlobal, zur Herstellung und zum Vertrieb von Monoethylenglykol und Diethylenglykol sowie Equipolymers, zur Herstellung und zum Vertrieb von Polyethylenterephthalat (PET) sowie gereinigter Terephthalsäure (PTA) bekannt. 